# Casey Redford
Casey Redford (Australia, 10 de septiembre de 1982) es una nadadora paralímpica australiana. Becada por el Victorian Institute of Sport, ganó tres medallas de oro en los Juegos FESPIC de 1999 y una de bronce en los Juegos Paralímpicos de Sídney 2000 en la prueba femenina de 100 m espalda S9.

## Vida personal
Redford nació en Melbourne el 10 de septiembre de 1982, y se educó en el Mentone Girls' Secondary College.

## Natación competitiva
Redford fue becaria del Victorian Institute of Sport. Compitió en el Abierto de Natación de Australia de 1998, representando al Club de Natación Haileybury Waterlion. Participó en el Abierto de 100 m de braza, donde llegó a la final. También compitió en el Open 100 m braza, Open 100 m estilo libre, Open 50 m espalda y Open 50 m mariposa, pero no pasó de las eliminatorias. Sin embargo, estableció un récord del club para los jóvenes de 15 años en la categoría de 50 m estilo libre (LC) con un tiempo de 35,08 segundos, en la prueba de mariposa con una marca personal de 40,06 segundos, y en la prueba de 100 m estilo libre con un tiempo de 1:19.19.
Redford compitió en los Juegos FESPIC de 1999 en Tailandia, donde ganó una medalla de oro en la prueba femenina de 100 m de estilo libre, una medalla de oro en la prueba femenina de 100 m de espalda y una medalla de oro en la prueba individual de 200 m de estilo libre. El 3 de junio de 2000, Redford estableció un récord de edad de 17 años en la prueba de 100 m de braza en la clase SB9 en un encuentro en Sheffield, Victoria, con un tiempo de 1:35.53. Ganó una medalla de bronce en los Juegos Paralímpicos de Sídney 2000 en la prueba femenina de 100 m espalda S9, con un tiempo de 1:20.02. También compitió en las pruebas individuales de 200 m espalda S9 y 100 m braza S9, pero no se clasificó para las finales. En 2001, compitió en el Campeonato Victoriano de Natación, quedando en primer lugar en la prueba femenina de 50 m espalda multidiscapacidad.

## Reconocimiento
En 2000, Redford fue incluida en el Cuadro de Honor de los Premios Deportivos de la Escuela Victoriana.